# الردة في الإسلام
الردة هي مصطلح عام في الأديان ( ردة (أديان))، وتعني ترك الإسلام بعد الدخول فيه بالقول أو الفعل الذي هو كفر سواء صدر عن اعتقاد أو عناد أو استهزاء. وتشمل التحول إلى دين آخر أو رفض الإيمان ليصبح الشخص لا دينيًا،  من قبل شخص ولد في عائلة مسلمة أو أسلم سابقًا.

## تعريف الردة
تعريف الردة عن الإسلام، وإن كان ينبغي معاقبة المرتد وكيفية العقاب هي أمور مثيرة للجدل، واختلف علماء الإسلام في آرائهم حول هذه الأسئلة.
وفقًا للحكم الفقهي الرسمي، فإن الردة في الإسلام لا تتضمن فقط التخلي الصريح عن العقيدة الإسلامية (سواء كان ذلك لدين آخر أو اللادينية)، بل هي أي فعل أو تعبير ينطوي على عدم الإيمان، مثل رفض أحد أركان «العقيدة الأساسية» للإسلام. وضع الفقهاء أحيانًا قوائم طويلة من الأقوال والأفعال التي كانت في نظرهم تعني الردة. لا تشمل الردة الأفراد الذين أُجبروا على اعتناق الإسلام تحت ظروف الإكراه، أو الأعمال المناهضة للإسلام أو التحول إلى دين آخر بشكل قسري أو أُخْفِي خوفاً من الاضطهاد أو أثناء الحرب (التقية أو الكتمان) كما حدث للمسلمين في الأندلس في عهد محاكم التفتيش وكذلك تحت حكم الدول الشيوعية مثل الاتحاد السوفيتي.
حتى أواخر القرن التاسع عشر، كانت الغالبية العظمى من الفقهاء الرسميين من أهل السنة والجماعة والشيعة يعتقدون أنه بالنسبة للرجال البالغين، تعتبر الردة عن الإسلام جريمة وكذلك خطيئة، وهي فعل خيانة يُعاقب عليه بعقوبة الإعدام،  وتنفذ عادةً بعد انتظار فترة من الوقت للسماح بنقاش للمرتد وترك فرصة للتوبة والعودة إلى الإسلام.

### الاستتابة
الاستتابة هي دعوة المرتد إلى التوبة والرجوع عن الكفر والعودة إلى الإسلام.
وقد أثر عن عمر بن الخطاب غضبه على قتل مرتدين دون ترك مهلة لهم للاستتابة (عَنْ أَنَسِ بْنِ مَالِكٍ، قَالَ: لَمَّا نَزَلْنَا عَلَى تُسْتَرَ، فَذَكَرَ الْحَدِيثَ فِي الْفَتْحِ، وَفِي قُدُومِهِ عَلَى عُمَرَ بْنِ الْخَطَّابِ رَضِيَ اللهُ عَنْهُ، قَالَ عُمَرُ: «يَا أَنَسُ! مَا فَعَلَ الرَّهْطُ السِّتَّةُ مِنْ بَكْرِ بْنِ وَائِلٍ الَّذِينَ ارْتَدُّوا عَنِ الْإِسْلَامِ فَلَحِقُوا بِالْمُشْرِكِينَ؟ قَالَ: فَأَخَذْتُ بِهِ فِي حَدِيثٍ آخَرَ لِيَشْغَلَهُ عَنْهُمْ، قَالَ: مَا فَعَلَ الرَّهْطُ السِّتَّةُ الَّذِينَ ارْتَدُّوا عَنِ الْإِسْلَامِ فَلَحِقُوا بِالْمُشْرِكِينَ مِنْ بَكْرِ بْنِ وَائِلٍ؟ قَالَ: يَا أَمِيرَ الْمُؤْمِنِينَ! قُتِلُوا فِي الْمَعْرَكَةِ، قَالَ: إِنَّا لِلَّهِ وَإِنَّا إِلَيْهِ رَاجِعُونَ، قُلْتُ: يَا أَمِيرَ الْمُؤْمِنِينَ وَهَلْ كَانَ سَبِيلُهُمْ إِلَّا الْقَتْلَ؟ قَالَ: نَعَمْ، كُنْتُ أَعْرِضُ عَلَيْهِمْ أَنْ يَدْخُلُوا فِي الْإِسْلَامِ، فَإِنْ أَبَوَا اسْتَوْدَعْتُهُمُ السِّجْنَ»). ويقول ابن عبد البر (في التمهيد) إن الأمة مجمعة على قتل المرتد وإنما اختلفوا في استتابته. كان نوع الردة التي اعتبرها الفقهاء يُعاقب عليها القانون عمومًا من النوع السياسي، على الرغم من وجود اختلافات فقهية كبيرة في الرأي حول هذه المسألة.
يوجد من الصحابة من كان يطبق حد الردة بدون إستتابة حيث أنه لما قدم معاذ بن جبل رضي الله عنه على أبي موسى الأشعري رضي الله عنه في اليمن ألقى له وسادة وقال: انزل، فإذا رجل عنده موثق. فقال: ما هذا؟ قال: كان يهودياً فأسلم ثم تهود. فقال: اجلس. قال: «لا أجْلِسُ حتَّى يُقْتَلَ، قَضاءُ اللَّهِ ورَسولِهِ، ثَلاثَ مَرَّاتٍ» فأمر به فقتل. تأكيدًا وإصرارًا من معاذ على تنفيذ ما قضى به رسولُ اللهِ ﷺ في حُكمِ المرتَدِّ، فأمَرَ به أبو مُوسى رضِيَ اللهُ عنه، فقُتِلَ. احتج من لم ير الاستتابة بحديث معاذ هذا واحتجوا أيضا بأن رسول الله ﷺ أمر يوم فتح مكة بقتل قوم ارتدوا عن الإسلام منهم عبد الله بن خطل.

## في القرآن
ومما قد استدل به المسلمون على أن المسلم قد يقع في الردة آيات منها:
- قوله تعالى: ﴿يَا أَيُّهَا الَّذِينَ آمَنُوا مَنْ يَرْتَدَّ مِنْكُمْ عَنْ دِينِهِ فَسَوْفَ يَأْتِي اللَّهُ بِقَوْمٍ يُحِبُّهُمْ وَيُحِبُّونَهُ أَذِلَّةٍ عَلَى الْمُؤْمِنِينَ أَعِزَّةٍ عَلَى الْكَافِرِينَ يُجَاهِدُونَ فِي سَبِيلِ اللَّهِ وَلَا يَخَافُونَ لَوْمَةَ لَائِمٍ ذَلِكَ فَضْلُ اللَّهِ يُؤْتِيهِ مَنْ يَشَاءُ وَاللَّهُ وَاسِعٌ عَلِيمٌ ۝٥٤﴾ [المائدة:54]
- وقوله تعالى: ﴿وَمَنْ يَرْتَدِدْ مِنْكُمْ عَنْ دِينِهِ فَيَمُتْ وَهُوَ كَافِرٌ فَأُولَئِكَ حَبِطَتْ أَعْمَالُهُمْ فِي الدُّنْيَا وَالْآخِرَةِ وَأُولَئِكَ أَصْحَابُ النَّارِ هُمْ فِيهَا خَالِدُونَ ۝٢١٧﴾ [البقرة:217]
- وقول الله تعالى:﴿يَحْلِفُونَ بِاللَّهِ مَا قَالُوا وَلَقَدْ قَالُوا كَلِمَةَ الْكُفْرِ وَكَفَرُوا بَعْدَ إِسْلَامِهِمْ﴾ [التوبة:74]
- وقول تعالى: ﴿إِنَّمَا الْمُؤْمِنُونَ الَّذِينَ آمَنُوا بِاللَّهِ وَرَسُولِهِ ثُمَّ لَمْ يَرْتَابُوا﴾ [الحجرات:15].

فهذه الآيات تدل على أن المسلم قد يقع في الكفر إذا قال كلاماً كفريا أو فعلاً أو اعتقد اعتقادات كفرية، ولكن القرآن لم يذكر عقوبة دنيوية صريحة لكن في قوله تعالى: ﴿فَإِنْ تَابُوا وَأَقَامُوا الصَّلَاةَ وَآتَوُا الزَّكَاةَ فَخَلُّوا سَبِيلَهُمْ إِنَّ اللَّهَ غَفُورٌ رَحِيمٌ ۝٥﴾ [التوبة:5] فدلت هذه الآية الكريمة على أن من لم يتب لا يخلى سبيله.

## في السنة
حد الردة مذكور بوضوح في السنة النبوية.
- قال رسول الله ﷺ: «من بَدَّل دينَه فاقتُلوه». [25]
- وقال ﷺ: «لا يَحِلُّ دَمُ امْرِئٍ مُسْلِمٍ، يَشْهَدُ أنْ لا إلَهَ إلَّا اللَّهُ وأَنِّي رَسولُ اللَّهِ، إلَّا بإحْدَى ثَلاثٍ: النَّفْسُ بالنَّفْسِ، والثَّيِّبُ الزَّانِي، والمارِقُ مِنَ الدِّينِ التَّارِكُ لِلْجَماعَةِ.»[26][27]

## أحكام الحدود
الحدود الشرعية بالإسلام محددة في القرآن، والحديث، ومنها حد السرقة وحد شرب الخمر. وقد جاءت الآيات القرآنية، والأحاديث النبوية المتضمنة لهذه الحدود مفصلة تفصيلاً شديداً ودقيقاً كحد الزنى مثلا: ﴿الزَّانِيَةُ وَالزَّانِي فَاجْلِدُوا كُلَّ وَاحِدٍ مِنْهُمَا مِائَةَ جَلْدَةٍ وَلَا تَأْخُذْكُمْ بِهِمَا رَأْفَةٌ فِي دِينِ اللَّهِ إِنْ كُنْتُمْ تُؤْمِنُونَ بِاللَّهِ وَالْيَوْمِ الْآخِرِ وَلْيَشْهَدْ عَذَابَهُمَا طَائِفَةٌ مِنَ الْمُؤْمِنِينَ ۝٢﴾. وعند جمهور الإسلام من السنة والشيعة أن عقوبة المرتد هي القتل لكنه يستتاب لثلاثة أيام، لكن الحكم يرجع للحاكم الشرعي، وعن طريق المحكمة الشرعية. وتعليلهم أن محمد بن عبد الله رسول الله قتل البعض لخيانتهم ومحاولتهم التفريق بين المسلمين، في وقت كان فيه الإسلام يحتاج للوحدة والتماسك والانتشار. وقد ذكر القرأن هذه الواقعة في الأية ﴿وَقَالَتْ طَائِفَةٌ مِنْ أَهْلِ الْكِتَابِ آمِنُوا بِالَّذِي أُنْزِلَ عَلَى الَّذِينَ آمَنُوا وَجْهَ النَّهَارِ وَاكْفُرُوا آخِرَهُ لَعَلَّهُمْ يَرْجِعُونَ ۝٧٢﴾ بهدف تحطيم الجبهة الداخلية للمسلمين وزعزعة ثقتهم بدينهم. وقائع الردة التي حدثت في محمد قبل وبعد الهجرة إلى يثرب تتلخص أنه لم يقتل مرتداً أو زنديقاً طيلة حياته إلا في حالة كونه مرتكباً لجريمة أو محارباً. بينما طبق عمر عقوبة الحبس في حق المرتدين، وذلك تأكيدًا بأن حكم الردة هو قرار سياسي تفرضه ظروف البلاد والعباد وليس حكمًا شرعيًا، وقد فسر العلماء تصرف عمر في هذه الحادثة بأنه يميل لترك مهلة استتابة للمرتد، وقد أمر بتنفيذ عقوبة القتل في حالات أخرى. حرية العقيدة في القرآن أحيطت بسائر الضمانات القرآنية التي جعلت منها حرية مطلقة لا تحدها حدود، جاء في القرآن الكريم ما يقارب مائتي آية بينة وكلها متضافرة على تأكيد حرية الاعتقاد. والقرآن لا يحتوي على حد للردة أو عقوبة دنيوية لها كالإعدام أو غير ذلك، ولم يشر تصريحاً أو على سبيل الإيماء إلى ضرورة إكراه المرتد على العودة إلى الإسلام، وأن العقوبة على الردة هي عقوبة أخروية موكولة إلى الخالق لقوله تبارك وتعالى ﴿يَسْأَلُونَكَ عَنِ الشَّهْرِ الْحَرَامِ قِتَالٍ فِيهِ قُلْ قِتَالٌ فِيهِ كَبِيرٌ وَصَدٌّ عَنْ سَبِيلِ اللَّهِ وَكُفْرٌ بِهِ وَالْمَسْجِدِ الْحَرَامِ وَإِخْرَاجُ أَهْلِهِ مِنْهُ أَكْبَرُ عِنْدَ اللَّهِ وَالْفِتْنَةُ أَكْبَرُ مِنَ الْقَتْلِ وَلَا يَزَالُونَ يُقَاتِلُونَكُمْ حَتَّى يَرُدُّوكُمْ عَنْ دِينِكُمْ إِنِ اسْتَطَاعُوا وَمَنْ يَرْتَدِدْ مِنْكُمْ عَنْ دِينِهِ فَيَمُتْ وَهُوَ كَافِرٌ فَأُولَئِكَ حَبِطَتْ أَعْمَالُهُمْ فِي الدُّنْيَا وَالْآخِرَةِ وَأُولَئِكَ أَصْحَابُ النَّارِ هُمْ فِيهَا خَالِدُونَ ۝٢١٧﴾ ومعظم الفقهاء اجتمعوا على أن قتل المرتد سببه الحرابة (بالمصطلح المعاصر الخيانة العظمى) وليس الكفر، ولذلك اختلفوا في قتل المرأة المرتدة ولم يختلفوا في الرجل، فهي عند أبو حنيفة تحبس ولا تقتل.

## حد الردة
جمهور الفقهاء قالوا بوجوب استتابة المرتد لثلاثة أيام وإلا فإنه يُقتل وذلك لحديث علي بن أبي طالب المشهور عن النبي:(مَنْ بَدَّلَ دِينَهُ فَاقْتُلُوهُ، وَلاَ تُعَذِّبُوهُ بِعَذَابِ اللَّهِ). وقول الرسول أيضاً: (لا يَحِلُّ دَمُ امْرِئٍ مُسْلِمٍ إِلاَّ بإِحْدَى ثَلاثٍ: الثَّيِّبُ الزَّانِي، والنَّفْسُ بالنَّفْسِ، والتَّارِكُ لدِينِهِ المُفَارِقُ للجَمَاعَةِ). وكما أن المرتد يعود إلى الإسلام بالنطق بالشهادتين.
- وقتل المرتد إجماع من العلماء. قال ابن قدامة المقدسي المتوفى 620هـ في كتابه المغني ص: (16) ج: (8) «وأجمع أهل العلم على وجوب قتل المرتد. وروي ذلك عن أبي بكر، وعمر وعثمان، وعلي، ومعاذ، وأبي موسى، وابن عباس، وخالد، وغيرهم، ولم ينكر ذلك، فكان إجماعا.

ومن ارتد عن الإسلام من الرجال والنساء، وكان بالغا عاقلا: دعي إليه ثلاثة أيام، وضيق عليه، فإن رجع، وإلا قتل.».
بالمقابل يرى بعض العلماء أن المرتد لا يُقتل، منهم «طه جابر العلواني» واستشهدوا بأن الرسول ارتد بوقته عدد من الناس ولم يُهدر دمهم، وكذلك عمر بن الخطاب أنكر قتل المُرتدين دون مهلة وتبرئ من قتلهم. كذلك ردوا على الطرف الثاني في حروب أبو بكر للمرتدين بأنه حرب فتنة وليست حروب ارتداد عن الدين، أيضاً أن من قاتلهم أبو بكر ليسو مرتدين كلهم فكان فيهم من لم يؤمن أصلاً، وفيهم المتربصين فيتبعون الغالب، وفيهم من امتنع عن الزكاة، وبشكل عام فإن حروب أبي بكر لتلك القبائل كان سياسية بشكل كبير فقد كان في انفصالهم عن الجسم الإسلامي ضربة قوية للمسلمين. ويستدل القائلون بعدم قتل المرتد بقول الامام إبراهيم النخعي الذي رُوي عنه أنه قال بعدم قتل المرتد. وفي العصر الحالي يؤمن كثيرٌ من العلماء بعدم قتل المرتد عن الدين مثل:
- شيخ الأزهر أحمد الطيب حيث أنه صرح بذلك في أحد المقابلات التلفزيونية: «لا أؤمن بحد الردة».[37]
- قال ابن قدامة المقدسي المتوفى 620هـ في كتابه المغني رداً على قول النخعي ص 17 ج8 وقال النخعي: يستتاب أبدًا. وهذا يفضي إلى أن لا يقتل أبدًا، وهو مخالف للسنة والإجماع.[38]

لكن يبقى القول المتعارف عليه عند عموم المسلمين هو القول الأول أو الأقدم بوجوب قتل المرتد بعد استتابته.

## أحكام الردة في الإسلام
لقد بين العلماء المسلمون من أهل السنة وكذلك الأئمة الأربعة أحكام الردة:
- قال النووي الشافعي في كتابه روضة الطالبين ما نصه «الردة: وهي قطع الإسلام، ويحصل ذلك تارة بالقول الذي هو كفر وتارة بالفعل، وتحصل الردة بالقول الذي هو كفر سواء صدر عن اعتقاد أو عناد أو استهزاء».
- قال الشيخ محمد عليش المالكي في كتابه منح الجليل ما نصه «وسواء كفر (أي المرتد) بقول صريح في الكفر كقوله: كفرت بالله أو برسول الله أو بالقرآن، أو: الإله اثنان أو ثلاثة، أو : العزير ابن الله، أو بلفظه يقتضيه أي يستلزم اللفظ للكفر استلزاما بينًا كجحد مشروعية شئ مجمع عليه معلوم من الدين بالضرورة، فإنه يستلزم تكذيب القرآن أو الرسول، وكاعتقاد جسمية الله أو تحيزه»
- قال الفقيه ابن عابدين الحنفي في رد المحتار على الدر المختار ما نصه «قوله: وركنها إجراء كلمة الكفر على اللسان، هذا بالنسبة إلى الظاهر الذي يحكم به الحاكم، وإلا فقد تكون بدونه كما لو عرض له اعتقاد باطل أو نوى أن يكفر بعد حين».
- قال البهوتي الحنبلي في شرح كتابه منتهى الإرادات ما نصه «باب حكم المرتد: وهو لغة الراجع قال الله : ﴿ ولا ترتدوا على أدباركم فتنقلبوا خاسرين (21)﴾ [ سورة المائدة / 21]، وشرعًا من كفر ولو كان مميزًا بنطق أو اعتقاد أو فعل أو شك طوعًا ولو كان هازلًا بعد إسلامه».

و من الردة سب الله أو أحد من رسله أو القرآن أو الملائكة أو شعيرة من شعائر الدين الإسلامي أو تحريم الحلال البين كالنكاح والبيع والشراء أو تحليل الحرام البين كشرب الخمر أو السرقة. كذلك من الردة السجود للصنم أو الشمس أو القمر أما السجود لإنسان، فإن كان على وجه العبادة فهو كفر. ومن الردة أيضًا اعتقاد أن الله علمه لا يشمل الكليات أو الجزئيات أو أنه عاجز عن شيء أو أنه يشبه شيئًا من خلقه أو محتاج إلى شيء من خلقه.
من وقع في الردة بطل نكاحه وصيامه وتيممه وحبطت كل أعماله وإن مات على ردته فلا يرث ولا يورَّث ولا يغسَّل ولا يكفَّن ولا يصلّى عليه ولا يدفن في مقابر المسلمين.

### الفرق بين الإكراه في الدين وحد الردة
استدل بعض من أنكر عقوبة الردة بهذه الآية، ويرى معظم علماء المسلمين بأن هذا الاستدلال غير صحيح، وذلك للآتي:
أولا: ينبغي الجمع بين هذه الآية وبين عقوبة المرتد، وذلك ببيان أن الإكراه المنفي هنا يشمل الإكراه على الانقياد الظاهر للإسلام، ولا يقتصر على نفي الإكراه على الاعتقادات الباطنة.
ثانيا: أن السنة الثابتة بينت مراد الله سبحانه وتعالى في هذه الآية، وأنه من العام المخصوص، فعدم الإكراه خاص بمن تؤخذ منه الجزية، والمرتد ليس كذلك.
قال محمد بن جرير الطبري: «كان المسلمون جميعا قد نقلوا عن نبيهم صلى الله عليه وسلم أنه أكره على الإسلام قوما، فأبى أن يقبل منهم إلا الإسلام، وحكم بقتلهم إن امتنعوا منه، وذلك كعبدة الأوثان من مشركي العرب، وكالمرتد عن دينه دين الحق إلى الكفر ومن أشبههم، وأنه ترك إكراه آخرين على الإسلام بقبوله الجزية منه، وإقراره على دينه الباطل، وذلك كأهل الكتابين، ومن أشبههم؛ كان بينا بذلك أن معنى قوله: {لَا إِكْرَاهَ فِي الدِّينِ} [البقرة: 256] إنما هو لا إكراه في الدين لأحد ممن حل قبول الجزية منه بأدائه الجزية، ورضاه بحكم الإسلام».
وتخصيص الكتاب بالسنة هو من أوجه دلالة السنة على مراد الله عز وجل في الكتاب. وقد بين أحمد حنبل أن النظر في السنة لمعرفة عموم الآية أو خصوصها منهج مطرد.
ثالثا: الإكراه ينقسم إلى إكراه بحق وإكراه بغير حق، يقول ابن تيمية: «والإكراه قد يكون إكراها بحق وقد يكون إكراها بباطل؛ فالأول: كإكراه من امتنع من الواجبات على فعلها مثل إكراه الكافر الحربي على الإسلام أو أداء الجزية عن يد وهم صاغرون وإكراه المرتد على العود إلى الإسلام وإكراه من أسلم على إقام الصلاة وإيتاء الزكاة وصوم رمضان وحج البيت وعلى قضاء الديون التي يقدر على قضائها وعلى أداء الأمانة التي يقدر على أدائها وإعطاء النفقة الواجبة عليه التي يقدر على إعطائها. وأما الإكراه بغير حق: فمثل إكراه الإنسان على الكفر والمعاصي».
فمن قال: إنه لا إكراه في الأحكام الشرعية مطلقا، وكل إكراه ينسب للشريعة هو إكراه باطل، فمعنى قوله: إنه لا تجوز المعاقبة في الدنيا على مخالفة الأحكام الشرعية.

## تاريخ ونقد
يقول وائل حلاق الأستاذ المسيحي المتخصص بالدراسات الإسلامية في جامعة كولمبيا «[في] الثقافة التي يكون أساسها الدين والمبادئ الدينية والأخلاق الدينية، فإن الردَّة تعادل إلى حد ما الخيانة العظمى في الدولة القومية الحديثة». طوّر الفقهاء الإسلاميين الأوائل مؤسسات قانونية للتحايل على هذه العقوبة القاسية، وكان معيار الردة عن الإسلام مرتفعًا لدرجة أنه من الناحية العملية لا يمكن إصدار حكم الردة قبل القرن الحادي عشر. ومع ذلك، خفضَّ الفقهاء اللاحقون الحظر لتطبيق عقوبة الإعدام، مما سمح للقضاة بتفسير قانون الردة بطرق مختلفة،  وهو ما فعلوه حيث كانوا أحيانًا متساهلين وأحيانًا صارمين، وكانت ذروة الصرامة بعد أن قام المماليك بابتداع المحاكم الرباعية التي تسمح بالتحاكم باختيار أحد المذاهب الأربعة مما ترك مجالًا واسعًا للاتهام السهل بالردة وفق أحد المذاهب، واستمر هذا لفترة وجيزة حتى احتل الأتراك بلاد الشام وفرضوا المذهب الحنفي فقط (الذي استمر اعتماده حتى ظهور القوانين المدنية المشتقة من القانون الغربي في منتصف القرن العشرين) والمذهب الحنفي يأخذ بالاحتياط الشديد في إثبات الردة، وقد أثر عن أبي حنيفة قوله لو ثبت من 99 وجه ردة شخص ومن وجه واحد إسلامه فهو مسلم. في أواخر القرن التاسع عشر، وقد وقع استخدام العقوبات الجنائية على الردة، رغم أن العقوبات المدنية كانت لا تزال مطبقة.
وفقًا لعبد الرشيد، لا يزال غالبية الفقهاء الإسلاميين المعاصرين يعتبرون الردة جريمة تستحق عقوبة الإعدام. يعتبر البعض الردة في الإسلام كشكل من أشكال الجريمة الدينية، على الرغم من أن البعض الآخر لا يفعل ذلك. ويجادل آخرون بأن عقوبة الإعدام هي عقوبة غير مناسبة،  ولا تتفق مع الأوامر القرآنية أو آية «لا إكراه في الدين»؛ أو كانت قاعدة من صنع الإنسان سُنَّت في المجتمع الإسلامي المبكر لمنع ومعاقبة ما يعادله من الهجر أو الخيانة،  ويجب ألا تُنفذ إلا إذا أصبحت الردة آلية من العصيان والاضطراب العلني. وفقًا لخالد أبو الفضل، لا يعتقد المسلمون المعتدلون أن الردة تتطلب العقاب.] ويرى النقاد أن عقوبة الإعدام أو غيرها من العقوبات على الردة في الإسلام هي انتهاك لحقوق الإنسان العالمية،  وانتهاك لحرية العقيدة والضمير.
اعتبارًا من عام 2014، كانت القوانين في مختلف البلدان ذات الأغلبية المسلمة المنصوص عليها في أحكام المرتد تتراوح بين الإعدام إلى عقوبة السجن أو دون عقوبة. تستخدم المحاكم الشرعية في بعض البلدان القانون المدني لإبطال زواج المرتد المُسلم وإنكار حقوق حضانة الأطفال وحقوق الميراث، باعتبارها آثار قانونية تابعة لحكم الردة لأن القاعدة الشرعية تمنع الزواج مع غير المسلم، كما تمنع توارث أهل دينان مختلفان. بين عام 1985 وعام 2006، أعدمت ثلاث حكومات أربعة أشخاص بتهمة الردة عن الإسلام: «واحد في السودان في عام 1985، واثنان في إيران في عام 1989 وعام 1998، وواحد في المملكة العربية السعودية في عام 1992». واعتبارًا من عام 2013، جرمت العديد من الدول الإسلامية الردة عن الإسلام من خلال قوانينها الجنائية. وينص الدستور التونسي لعام 2014 على الحماية من الهجمات بناءً على اتهامات بالردة في استطلاع لمركز بيو للأبحاث، تراوحت نسبة التأييد الشعبي لعقوبة الإعدام للردة بين المسلمين من 78% في أفغانستان إلى أقل من 1% في كازاخستان.

## متهمون بالردة
من الأشخاص الذين اتهموا مؤخرا بالردة وقتلوا على يد مسلمين، السوداني محمود محمد طه، والمصري فرج فودة، ورشاد خليفة، كما جرح حامل جائزة نوبل الروائي المصري نجيب محفوظ في محاولة اغتيال.
كذلك صدرت تهديدات ضد مفكرين وناشطين لادينيين مثل الروائي سلمان رشدي وتسليمة نسرين والمدون المصري كريم عامر والناشطتان الإيرانيتان مريم نمازي ومينا آحادي، وكذلك ضد متحولين إلى المسيحية مثل المصري محمد حجازي والأفغاني عبد الرحمن.

## الردة عند الأحمدية
ترى الجماعة الأحمدية (القاديانية) أن المرتد لا يُقتل لمجرد ردته، بل يحتجون بعدد من الآيات القرآنية التي يرون أنها تؤكد على الحرية الدينية، مثل: ﴿لَا إِكْرَاهَ فِي الدِّينِ قَدْ تَبَيَّنَ الرُّشْدُ مِنَ الْغَيِّ فَمَنْ يَكْفُرْ بِالطَّاغُوتِ وَيُؤْمِنْ بِاللَّهِ فَقَدِ اسْتَمْسَكَ بِالْعُرْوَةِ الْوُثْقَى لَا انْفِصَامَ لَهَا وَاللَّهُ سَمِيعٌ عَلِيمٌ ۝٢٥٦﴾ (البقرة 256)، وأيضاً: ﴿وَقُلِ الْحَقُّ مِنْ رَبِّكُمْ فَمَنْ شَاءَ فَلْيُؤْمِنْ وَمَنْ شَاءَ فَلْيَكْفُرْ إِنَّا أَعْتَدْنَا لِلظَّالِمِينَ نَارًا أَحَاطَ بِهِمْ سُرَادِقُهَا وَإِنْ يَسْتَغِيثُوا يُغَاثُوا بِمَاءٍ كَالْمُهْلِ يَشْوِي الْوُجُوهَ بِئْسَ الشَّرَابُ وَسَاءَتْ مُرْتَفَقًا ۝٢٩﴾ (الكهف 29)، وأيضاً {فَذَكِّرْ إِنَّمَا أَنْتَ مُذَكِّرٌ (22) لَسْتَ عَلَيْهِمْ بِمُصَيْطِرٍ} (الغاشية 22-23). ويرون أن هناك آيات قرآنية تحدثت عن المرتدين، ولكن لم تذكر أي عقوبة لهم، كما ورد بالقرآن في الآية {وَقَالَتْ طَائِفَةٌ مِنْ أَهْلِ الْكِتَابِ ءَامِنُوا بِالَّذِي أُنْزِلَ عَلَى الَّذِينَ ءامَنُوا وَجْهَ النـهارِ وَاكْفُرُوا ءَاخِرَهُ لَعَلـهمْ يَرْجِعُونَ} (آل عمران: 72)

 فلو كان هناك عقوبة للمرتد لما خطر ببال هؤلاء من أهل الكتاب أن يقترحوا هذا الاقتراح. (على فرض أن هذا كان بعد إعلان عقوبة المرتد وليس قبله) ويرى الأحمديون أن الرسول لم يقتل أي مرتد لمجرد ردته، بل إنّ صلح الحديبية تضمن بنداً أنّ من شاء أن يترك الإسلام من أهل المدينة ويذهب إلى مكة فله ذلك.[بحاجة لمصدر]
وأما حديث من بدل دينه فاقتلوه فيخصصونه بالمرتد المحارب، ويقولون إنه يُقتل لحرابته لا لردته.
ولكن موقف الأحمدية من قضية الردة فيه إشكال لأن قرار مجمع الفقه الإسلامي بجدة (إقرار المذاهب الثمانية) بأن الأحمدية فرقة غير مسلمة.

## عند الشيعة
يقسم الشيعة المرتد قسمين
- المرتد الفطري: وهو الشخص الذي كان أحد والديه مسلماً في وقت انعقاد النطفة، وبلغ مسلماً ثم ارتد عن الإسلام [66]
- المرتد الملي: وهو من انعقدت نطفته وكلا أبويه كافرين، ثم أسلم قبل بلوغه أو بعده. ثم ارتد عن الإسلام بعد بلوغه وأظهر الكفر [67]

ذهب الفقهاء الشيعة ان المرتد الفطري عقوبته القتل وتقسم أمواله على ورثته وينفسخ عقد نكاحه  والمرتدة لا تقتل بل تحبس وتضرب أوقات الصلاة 
المرتد الملي يستتاب ثلاثة أيام فأن ان امتنع قتل وواجب استتابته  أما المرأة فإنَّها إن ارتدت فإنَّها تستتاب فإن تابت فهو، وإلا حُبست دائماً، وضُربت في أوقات الصلاة، واستخدمت خدمة شديدة، ومُنعت الطعام والشراب إلا ما يُمسك نفسها، وأُلبست خشن الثياب 

## وصلات خارجية
- آراء فقهية جديدة تدعو لاسقاط حد الردة وعدم ملاحقة التاركين للإسلام، العربية نت
- الردة